# NGC 307
NGC 307 (другие обозначения — UGC 584, MCG 0-3-35, ZWG 384.39, Z 054.0-0202, PGC 3367) — линзообразная галактика (S0) в созвездии Кит.
Этот объект входит в число перечисленных в оригинальной редакции «Нового общего каталога».
В галактике в 2008 году была обнаружена сверхновая, получившая обозначение SN 2008ee. Сверхновая была открыта проектом Lick Observatory Supernova Survey (LOSS) 16 июля 2008 года, достигла блеска 14,6m.
Галактика NGC 307 входит в состав группы галактик NGC 271. Помимо NGC 307 в группу также входят NGC 245, NGC 259, NGC 271, NGC 279, MK 557 и UGC 505.